# سالي ميرفي
سالي ميرفي (بالإنجليزية: Sally Murphy)‏ (2 سبتمبر 1968، برث في أستراليا)؛ كاتبة للأطفال، كاتِبة وروائية أسترالية.